# 6572 Carson
6572 Carson (1938 SX) là một tiểu hành tinh vành đai chính được phát hiện ngày 22 tháng 9 năm 1938 bởi Vaisala, Y. ở Turku.